# Nieves González Barrio
Nieves González Barrio (Minas de Riotinto, 1884 - Madrid, 24 de agosto de 1961) fue una pediatra española además de ser de las primeras mujeres médicas en España, de las primeras doctoradas y pionera en recibir formación internacional.

## Biografía

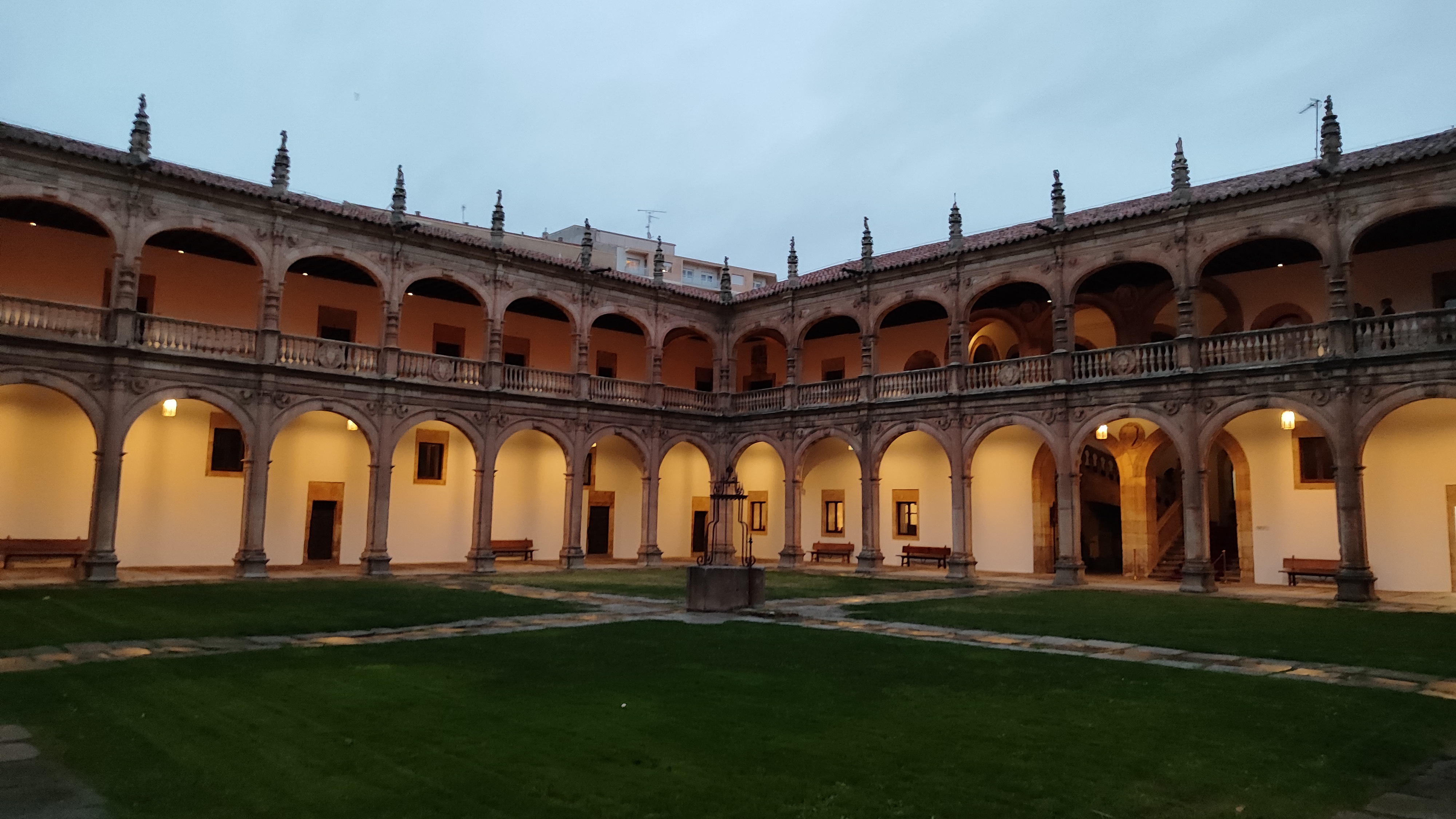
Durante su último año como estudiante de Medicina estudió en el actual Colegio del Arzobispo Fonseca, donde se había habilitado de nuevo la facultad de Medicina.

Nacida en Riotinto en el 1884 fue la mayor de los nueve hijos del matrimonio de Bernarda, maestra y Marcelo, quien tenía un pequeño comercio. Pasó su infancia en Vegacervera, población de León en donde la familia se radicó. 
Su educación se vio influenciada por el trabajo de su madre a quien a veces ayudaba a parte de las labores domésticas que se vio obligada a realizar debido a la situación económica de la familia. Estudió la Enseñanza Secundaria en Oviedo entre 1904 y 1905 y posteriormente en el Instituto Jorge Manrique de Palencia entre 1905 y 1907, donde completó el grado de Bachiller con calificación de sobresaliente y premio extraordinario en la sección de Ciencias.
Tras sus estudios de Bachiller inició el Grado Superior de Magisterio en Ovieda, completando solamente uno de los dos años y en el 1910 se matriculó en la carrera de Medicina de la Universidad de Salamanca, consiguiendo beca como interna en el 1911 y de donde se licenció con honores en 1914 y tras lo cual se trasladó a Madrid, doctorándose en 1915 con la tesis Algunas observaciones de anatomía patológica del Kala-Azar infantil, dirigida por Gustavo Pittaluga Fattorini en la Cátedra de Parasitología de la Universidad de Madrid, de la que sería auxiliar honoraria varios años.
Tras su paso por la universidad estuvo trabajando como profesora en un colegio de señoritas y en el 1917 consiguió una plaza de médico en Tetuán, en el entonces Protectorado de Marruecos, donde tan solo estuvo unos meses, llegando a ser nombrada médico del harén personal del Jalifa Mohammed Mehedi Uld Ben Ismael.
Tras su regreso a España en el 1918 estuvo trabajando para el Instituto Ibys y fue profesora encargada del Laboratorio en el Instituto Rubio

### Formación internacional
Fue pensionada en 1921 a Estados Unidos gracias a la Junta de Ampliación de Estudios, asistiendo a la clínica Mayo, en Rochester, mientras que en Nueva York estudió la organización de las enfermeras visitadoras en EE. UU, algo que fomentaría en el futuro para las futuras generaciones de profesionales de la medicina, siendo pionera en los viajes formativos a este país.
En sus estudios de laboratorio se orientó hacia la Pediatría-Puericultura,  sobre todo en la esfera de influencia de Enrique Suñer, quien era catedrático desde 1921 de Enfermedades de la Infancia de Madrid y con quien fue auxiliar honoraria del Laboratorio de Enfermedades de la Infancia en San Carlos

### Escuela Nacional de Puericultura
Entre el 1926 y el 1931 fue profesora de la Escuela Nacional de Puericultura, la primera escuela de especialización médica en España y entonces organizada y dirigida por Enrique Suñer, donde era la encargada del laboratorio y de organizar el servicio de enfermeras visitadoras y niñeras.  
La escuela fue proyectada como un centro docente y científico, también asistencial, teniendo un carácter multidisciplinario y que expedía títulos oficiales de médicos puericultores, matronas, visitadores, maestros así como guardadoras de niños o niñeras. Fue cesada del ENP en el 1931 junto con el resto del equipo al inicio de la II República Española debido a una normativa para cesar cargos nombrados durante la década anterior a pesar de haber recibido el Premio Roel de la Sociedad de Higiene en 1929, por su trabajo: “Organización y reglamentación del cuerpo e institución de enfermeras visitadoras y acción cultural de las mismas”. 

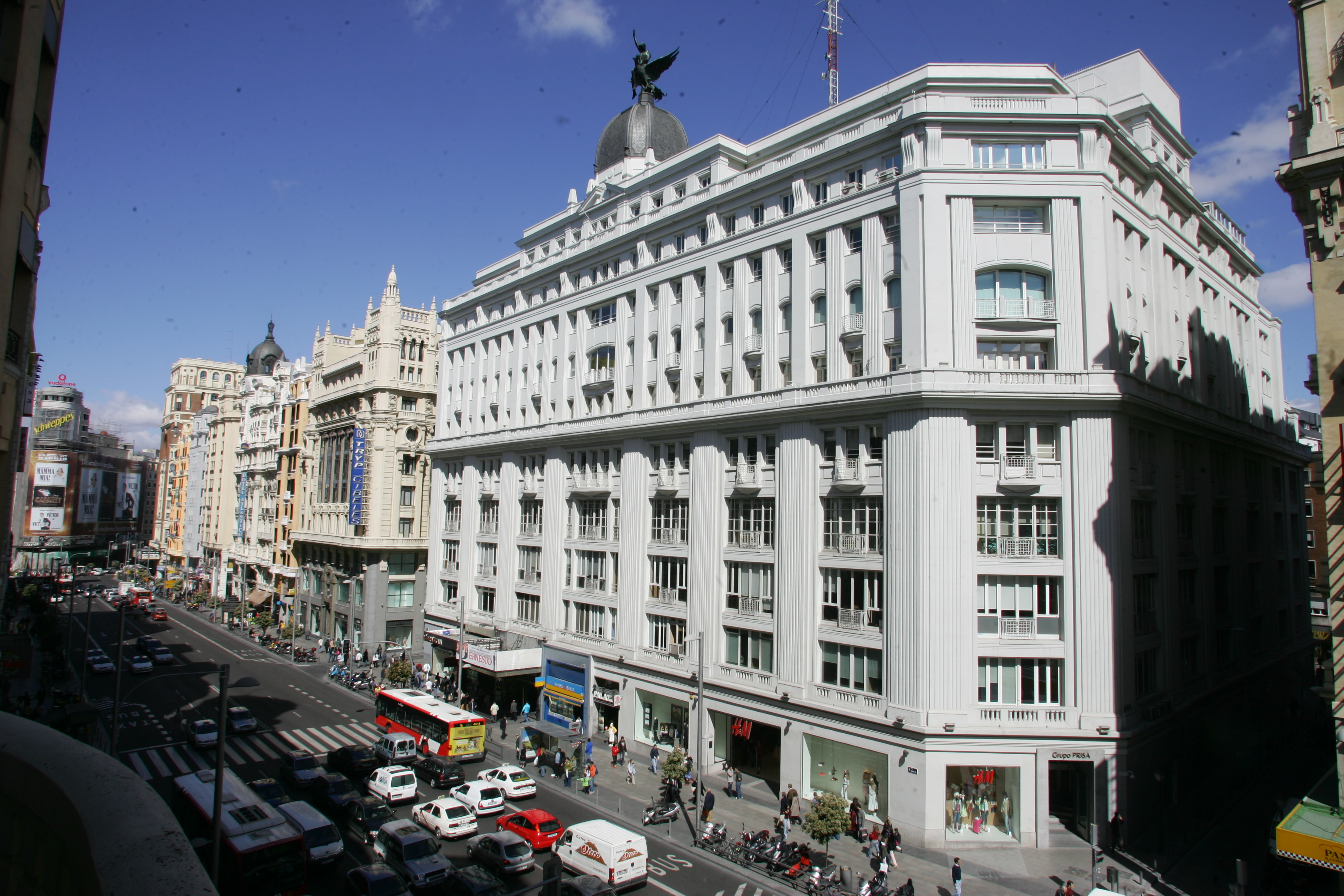
Entre 1934 y 1935 se dedicó a emitir programas de divulgación sanitaria a través de Unión Radio.

### Durante la Guerra Civil y Posguerra
A pesar de su cese en la Escuela Nacional de Puericultura no dejó su labor docente y divulgadora, participando sobre todo en programas radiofónicos en Unión Radio como profesora del Instituto Rubio y secretaria de la Liga Española de Higiene Escolar entre los años 1934 y 35, la que sí se vio afectada fue su carrera profesional tanto como docente como investigadora ya que la inestabilidad de la República y la posterior Guerra Civil dificultaron su continuación. A pesar de esto abrió una consulta privada en la Calle Velázquez de Madrid.

### Participación en sociedades femeninas
Además de pertenecer a varias sociedades e instituciones médicas Nieves destacó por ser una personalidad de los derechos de las mujeres en España ya además de ser socia de la Residencia de Señoritas, del Lyceum Club Femenino de Madrid y la Junta de Damas de Protección Médica entre otras tantas era abierta en su opinión sobre el feminismo, como ella misma declaró en la revista Blanco y Negro en el 1935:

¿Mi opinión sobre el feminismo? Creo que la mujer tiene tanto derecho como el hombre a ser feliz y la felicidad puede encontrarse en el trabajo y la salud, que viene a ser su consecuencia.
Nieves González Barrio

## Homenaje
- La exposición virtual de la biblioteca de la Facultad de Medicina de la universidad Complutense de Madrid, dedicada a Doña Nieves González Barrio.[5]